# محمد الأمين زماموش
محمد الأمين زماموش من مواليد 19 مارس 1985 بميلة، الجزائر، وهو لاعب كرة قدم جزائري في مركز حارس مرمى. وهو يلعب حاليا لنادي اتحاد الجزائر ومنتخب الجزائر لكرة القدم، ومنتخب الجزائر للمحليين.

## مسيرته
- الحارس الدولي محمد الأمين زماموش بدأ الحرس الدولي محمد الأمين زماموش مسيرته الكروية مع فريق مسقط رأسه شباب ميلة حيث لعب للأصناف الصغرى لهذا الفريق الذي أفل نجمه مع مرور السنوات وكان ينشط في القسم الثاني آنذاك، وكان هذا النادي الأول بالنسبة لزماموش ويعود إليه الفضل فيما وصل اليه
- بدأ مسيرته الاحترافية سنة 2003 مع إتحاد العاصمة وحقق معه بطولتين (سنة 2003 و 2005) وفاز بالكأس مرتين. وفي سبتمبر 2009 إنضم لنادي العميد مولودية الجزائر وحقق معه بطولة الدوري لسنة 2010.
- إنضم محمد زماموش للمنتخب الجزائري بعد استدعائه من طرف الشيخ رابح سعدان لمبارة السد بين الجزائر ومصر والتي فازوا بها وحققوا حلم لعب المونديال الأفريقي لسنة 2010.

وأصبحت المشاركة الأولى لزماموش يوم تم استبعاد شاوشي من مباراة النصف النهائي في كأس الأمم الأفريقية لكرة القدم 2010 أمام مصر فلعب زماموش ضد منتخب نيجيريا.
- في ميركاتو 2010، كان العديد من النوادي مهتمين باللاعب منهم نادي نيس الفرنسي.

## الإنجازات
- مع المنتخب
  - نصف نهائي كأس أمم إفريقيا : 2010.
- مع الأندية
  - الرابطة الجزائرية المحترفة الأولى لكرة القدم :
    - البطل : 2003، 2005، 2010
    - الوصيف :2004، 2006

  - كأس الجمهورية الجزائرية لكرة القدم :
    - البطل : 2003، 2004
    - الوصيف : 2006، 2007

  - دوري أبطال أفريقيا لكرة القدم :
    - الوصيف : 2015
    - نصف النهائي 2003.

## روابط خارجية
- محمد الأمين زماموش على موقع الاتحاد الدولي (مؤرشف)  (الإنجليزية)
- محمد الأمين زماموش على موقع قاعدة بيانات كرة القدم.إي يو (الإنجليزية)
- محمد الأمين زماموش على موقع ناشيونال فوتبول تيمز (الإنجليزية)
- محمد الأمين زماموش على موقع Soccerway.com (الإنجليزية)
- محمد الأمين زماموش على موقع AS.com (الإسبانية)